# Роменско-борщёвская культура
Ро́менская культу́ра (роменско-бо́ршевская культура, роменско-борщёвская культура, культура городищ роменского типа) — археологическая культура или общность археологических культур, распространённая от востока Среднего Поднепровья и Посожья до Верхних Подонья и Поочья. Датируется VIII — первой половиной XI века. Одни учёные считают роменско-боршевскую культуру единой, другие разделяют её на роменскую и боршевскую культуры. Вместе они именуются культурами роменского типа. Из роменской общности выделяются памятники волынцевского типа, отражающие ранний этап её развития или же рассматриваемые в качестве особой волынцевской культуры, предшественницы роменской. В некоторых работах используется термин волынцевско-роменская культура. Носителями роменской культуры считают северян, радимичей и вятичей; боршевской — часть объединения вятичей или неизвестную группу славян.

## История исследования

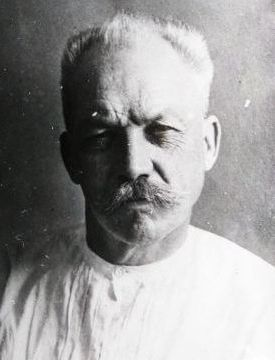
Н. Е. Макаренко, выделивший роменскую культуру

Изучение роменских древностей началось в XIX веке. В 20-х — 40-х годах этого столетия А. И. Дмитрюков провёл исследования курганов и городищ близ Горналя и Рыльска, а в 1838 году В. В. Пассек обследовал ряд памятников в районе Харькова и Полтавы. Масштабные исследования северянских древностей в дореволюционный период проводились Д. Я. Самоквасовым и Н. Е. Макаренко, в меньшем объёме — В. Г. Ляскоронским, Н. Ф. Беляшевским, И. С. Абрамовым, В. Е. Козловской, В. А. Городцовым и др. С 80-х годов XIX века Л. Б. Вейнбергом, Е. Л. Марковым, А. И. Мартиновичем и А. А. Спицыным изучались городища и могильники, оставленные донскими славянами. Памятники вятичей на рубеже XIX—XX веков раскапывали В. А. Городцов, Н. В. Теплов, Ю. Г. Гендуне, Ф. А. Афремова и др.

И. И. Ляпушкин, описавший роменско-боршевскую культуру

По результатам исследований, проведённых близ города Ромны в 1901—1924 годах, Н. Е. Макаренко очертил круг древностей, названный культурой городищ роменского типа или роменской культурой. В результате работ, проведённых в 1928—1929 годах экспедицией под началом П. П. Ефименко, была выделена воронежская группа памятников VIII—X веков. Позже она была названа боршевской культурой — по городищу у села Борщёво (на местном диалекте — Бо́ршево). И. И. Ляпушкин счёл древности роменской и воронежской групп сходными, объединив их в роменско-боршевскую культуру, однако с ним согласились не все археологи-слависты. Ляпушкину удалось определить ареал распространения и обосновать датировку роменских памятников, собрать их сводку, прояснить поселенческую топографию и типологию построек. Его наработки легли в основу современных представлений о роменской культуре.
Помимо И. И. Ляпушкина, в середине XX века раскопками и разведками роменских памятников занимались Б. А. Рыбаков, В. П. Левенок, П. Н. Третьяков, М. В. Воеводский, В. И. Довженок, Д. Т. Березовец, Б. А. Шрамко, Ф. М. Заверняев, В. А. Падин, К. Я. Виноградов, М. В. Фехнер, А. В. Успенская, Т. Н. Никольская, С. А. Изюмова, М. А. Дружинин, Г. А. Доррер и др. Работы на боршевских памятниках проводились А. Н. Москаленко, И. И. Ляпушкиным, П. Д. Либеровым и В. П. Левенком. В это время были выделены памятники волынцевского типа, за общностью которых позднее закрепилось название волынцевской культуры.
Во второй половине XX века памятники роменской культуры изучались О. В. Сухобоковым, В. Е. Куриленко, А. Г. Дьяченко, А. В. Кузой, А. П. Моцей, А. В. Григорьевым, А. А. Узяновым, А. В. Кашкиным, В. В. Енуковым, А. Б. Супруненко, В. В. Колодой, М. Е. Смирновой, В. Г. Мироновой, Г. К. Патрик, А. С. Фроловым, Ю. Д. Разуваевым и др.; боршевской — А. З. Винниковым, А. Д. Пряхиным и В. Н. Ковалевским. Из работ этого периода выделяются стратиграфические исследования Большого Горнальского городища и других памятников, позволившие уточнить хронологию развития роменского керамического комплекса. Предпринимались попытки статистической обработки керамических материалов, вёлся поиск новых подходов к реконструкции жилищ.

## География
Ареал роменской культуры включает земли к востоку от Днепра: Посемье, верхнее и среднее течения Ворсклы, Псла и Сулы, а также поречье Десны меж устьями Снопоти и Сейма. Помимо этого, роменские памятники распространены в Верхнем Поочье. Памятники волынцевского типа занимают ещё и часть Днепровского Правобережья. В небольшом количестве роменско-боршевская керамика встречена на памятниках Румынской Молдовы и Полесья, а также на Менке и Свислочи. В IX—X веках роменско-боршевская культура охватила Верхнее Поднепровье, Посожье и верховья Северского Донца. Некоторые её носители проникли в салтовскую среду, достигнув низовий Дона и Среднего Поволжья, другие составили часть населения древнерусских центров Поднепровья: Киева, Вышгорода, Любеча, Чернигова, Сновска и др. Одно роменское поселение IX—X веков обнаружено на берегу Мокрой Таболы. Часть роменцев во второй половине X — начале XI века переселилась на Среднюю Оку и в бассейн Москвы.
А. В. Григорьев делит роменскую культурную общность на локальные варианты: боршевский, верхнеокский, «радимичский» и собственно роменский (Северщина). Памятники Подонья чаще всего рассматривают в качестве самостоятельной боршевской культуры; В. В. Седов выделял памятники Поочья в особую окскую культуру. Различия в погребальном обряде носителей боршевской культуры позволили наметить в её ареале отдельные микрорегионы: Средний Дон и Воронеж. Ещё несколько групп памятников IX—XI веков выявлено в Верхнем Подонье. В целом ареал боршевской культуры охватывает центральную и северную части Воронежской области, западную часть Липецкой и юго-восток Тульской. Самое северное боршевское поселение находится в бассейне Красивой Мечи, самое южное — на Битюге.

## Формирование и хронология

### Роменская культура
Предки носителей роменской культуры были выходцами с территорий, лежащих к западу от Днепра. Основой формирования роменской общности стали памятники волынцевского типа, выделяющиеся присутствием характерной керамики, близкой салтово-маяцкой: изготовленных на гончарном круге горшков (зачастую с цилиндрическим горлом) и мисок, украшенных орнаментальными композициями из пролощённых линий. Переходным звеном между пражской культурой и памятниками типа Волынцева выступает горизонт Сахновки. К распространению в Поднепровье памятников типа Сахновки и Волынцева привели конфликты между славянскими объединениями, приведшие к распаду пеньковской и колочинской культур. Носители последних были ассимилированы массой пришлого населения.
А. В. Комар выделяет следующие хронологические этапы (горизонты) в развитии волынцевских и роменских памятников:

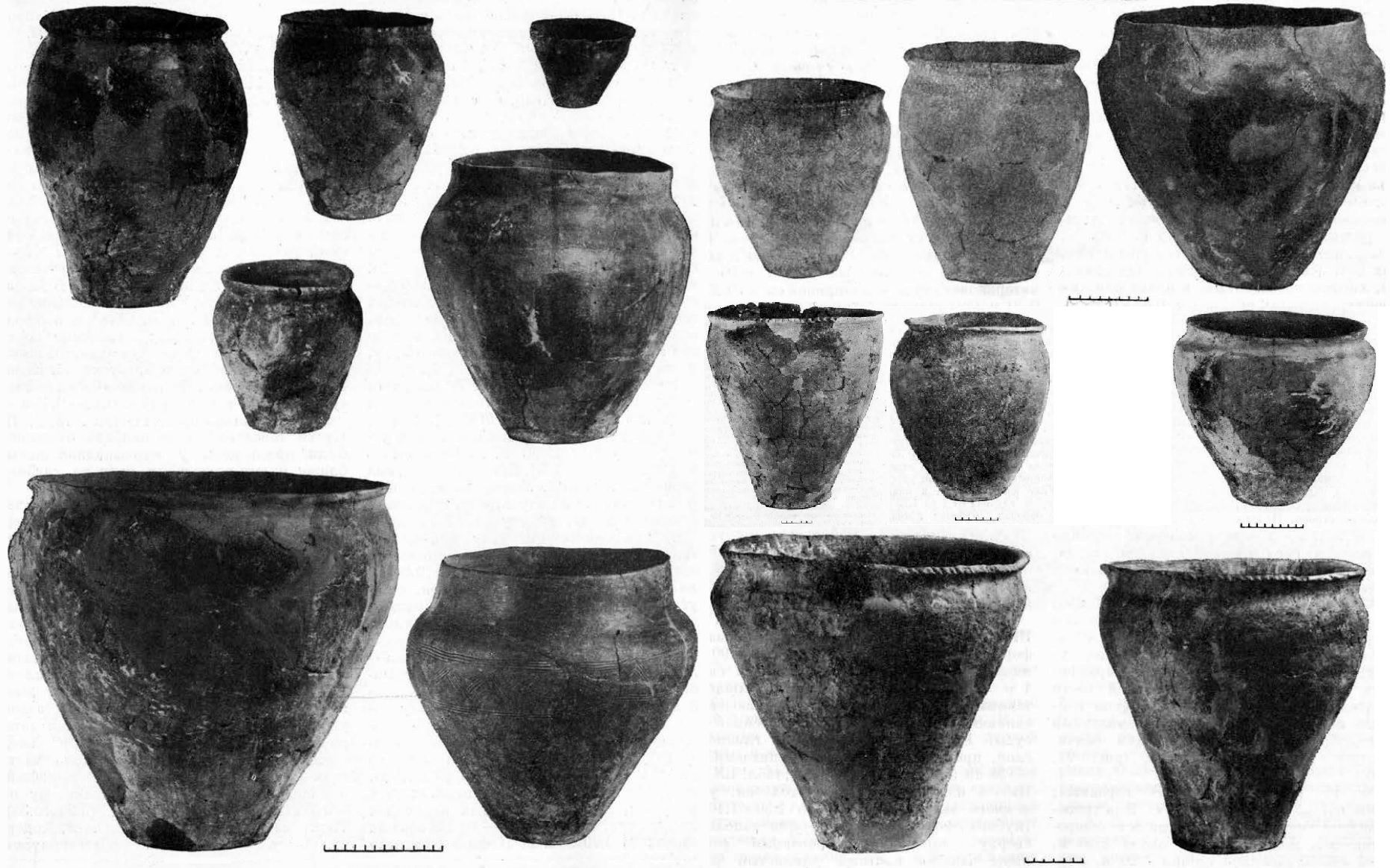
Керамика Новотроицкого городища

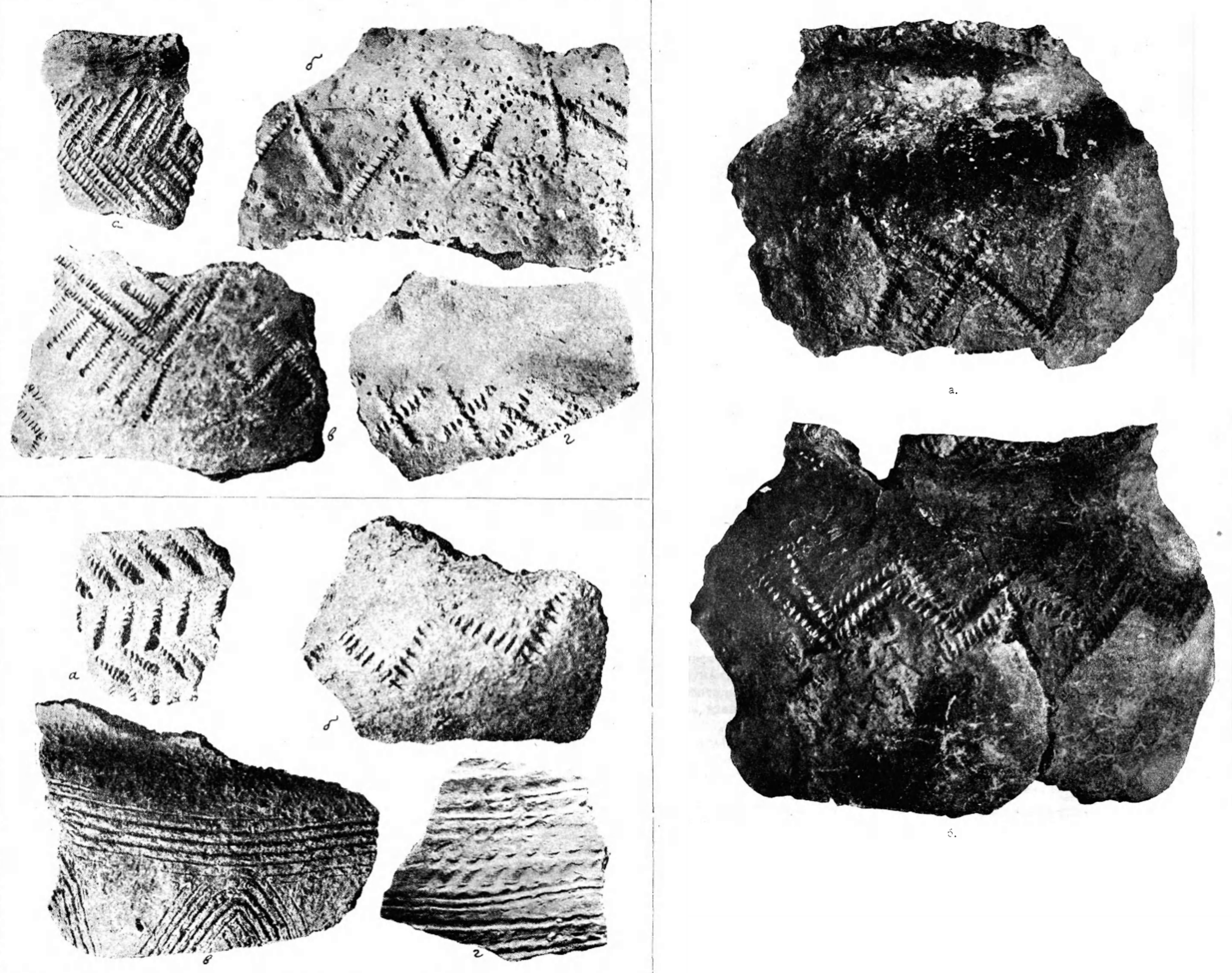
Орнаментация позднероменской посуды

- Харьевский (вторая четверть VIII века) — сохраняются отдельные «архаичные» формы сосудов, свойственные колочинской и пеньковской культурам;
- Фотовижский (третья четверть VIII века) — начинается изготовление круговой столовой посуды при сохранении всего комплекса лепной кухонной керамики. Появляются импорты причерноморского и салтовского круга;
- Битицкий (последняя четверть VIII — первая четверть IX века) — финал волынцевской культуры. Переживает недолгий расцвет самое крупное и единственное укреплённое поселение в её ареале — Битицкое городище. Не позже первой четверти IX века (возможно, в 810-х годах) все волынцевские поселения Поднепровья уничтожаются вражеским нападением;
- Опошнянский (вторая четверть IX века) — переход от волынцевской к роменской культуре. Характерная круговая посуда уже не производится, но лепная сохраняет ряд черт предыдущего этапа. Возникают новации в орнаментации керамики, меняется поселенческая топография. Этот этап также оканчивается военными действиями;
- Новотроицкий (вторая и третья трети IX века) — бытуют лепные и подправленные на круге (в том числе «волынцоидные»➤) сосуды, украшенные врезными линиями, однако доминирует орнамент, нанесённый гребенчатым штампом. Грунтовые могильники сменяются курганными, поступают древневенгерские и, в меньшем количестве, салтовские импорты;
- Позднероменский (конец IX — первая треть XI века) — число памятников резко возрастает: вдоль рек протягиваются цепочки поселений, в том числе сложных по структуре (имеющих укреплённую часть). Лепная керамика украшается «ёлочным», «зубчатым», сетчатым, меандровым и другими видами орнамента. Раннегончарная «волынцоидная» посуда выходит из обихода, сменяясь древнерусской и местными подражаниями последней[52].

В Гомельском Поднепровье древности VIII—IX веков изучены слабо. О. А. Макушников считает, что их появление явилось следствием миграции носителей пражской культуры из Полесья. Керамика самых ранних памятников подобна лука-райковецкой, сахновской и волынцевской. Она лепная, нередко украшена вдавлениями или насечками по венчику. Её замещает лепная посуда роменского облика, орнаментированная верёвочным штампом, пальцевыми вдавлениями или наколами. В комплексах конца IX—X века господствует полулепная (слегка подправленная на круге) и раннекруговая керамика, для которой характерна многорядная линейная или линейно-волнистая орнаментация.
Керамический комплекс роменских памятников Окско-Донского междуречья носит черты двух культурных традиций — сахновско-волынцевской и мощинской, период сложения которых датируется второй половиной VII—VIII веком. В это время мощинская культура распалась, и в Поочье стали проникать славянские переселенцы из Поднепровья. О. Л. Прошкин, проанализировав материалы Верхнего Поочья, выделил два периода освоения региона роменцами: ранний (IX — начало X века) и поздний (вторая половина X — вторая четверть XI века). Вероятно, между ними существовал промежуток, приходящийся на вторую и третью четверти X века, когда в Поочье перестали поступать салтовские импорты, но ещё не началось местное изготовление раннекруговой посуды. А. М. Колоколов определяет те же хронологические этапы несколько иначе: ранний (IX — первая половина X века), средний (середина — конец X века) и поздний (конец X—XI век).
Во второй четверти — середине XI века роменская культура в Поочье сменилась древнерусской. Лепная керамика роменского облика продолжала бытовать вплоть до третьей четверти или даже конца XI века. Впрочем, её доля в керамическом комплексе уменьшалась. В Горбове лепная посуда «дожила» до второй четверти XI века, в Курске и Полтаве — до середины того же столетия.

### Боршевская культура

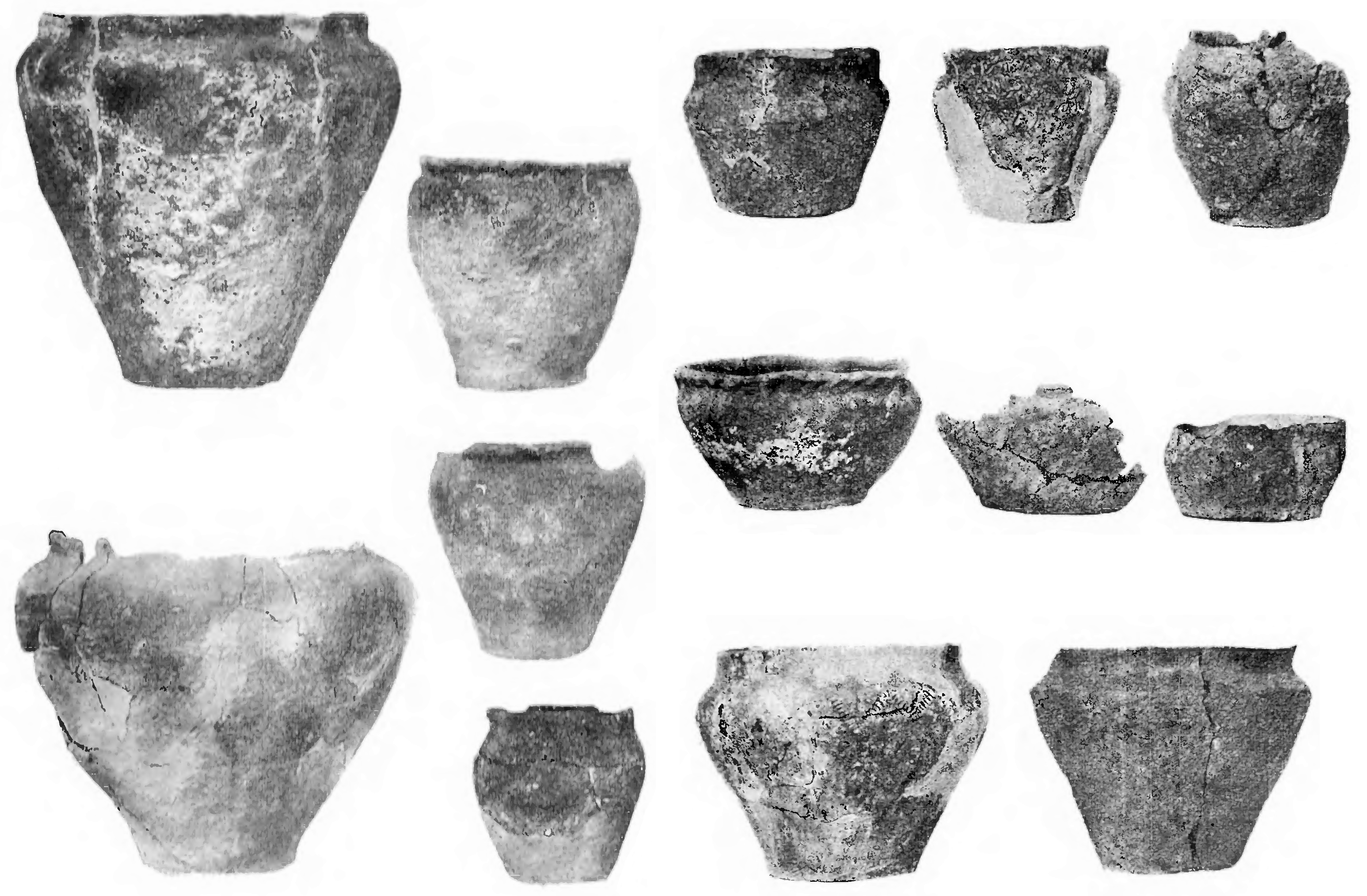
Формы боршевской керамики

Истоки воронежского варианта боршевской культуры, сложившегося во второй половине VIII — первой половине IX века, восходят к памятникам типа Корчак и ранней фазы лука-райковецкой культуры. Помимо лепной боршевской керамики, в поречье Воронежа встречается волынцевская, «волынцоидная» и салтово-маяцкая посуда (как круговая, так и лепная); также найден ряд сосудов, сходных с пеньковскими. По мнению О. А. Щегловой, поддержанному А. В. Комаром и О. В. Сухобоковым, появление на Воронеже памятников с керамикой волынцевского облика явилось следствием ухода части населения из Среднего Поднепровья в начале IX века. Что касается среднедонского варианта, то его формирование датируется первой половиной или серединой IX века. Причиной тому стала миграция на Дон некоторых групп населения Поочья. Около середины X века часть обитателей Среднего Подонья переселилась на берега Воронежа. Упадок боршевской культуры случился в первой половине XI века. Хроноиндикатором этого события служит находка фрагментов раннегончарной керамики и стеклянных изделий на Животинном городище. С точки зрения В. В. Седова, славянское население Подонья переместилось в Рязанское Поочье после активизации печенежских набегов в конце X века.

## Экономика

### Сельское хозяйство
Основа хозяйства носителей роменско-боршевской культуры — земледелие и животноводство. Результаты археоботанических исследований показывают, что северяне возделывали ячмень, пшеницу (в частности, двузернянку), рожь, просо и овёс. Бытовала двух- и трёхпольная система землепользования, поля засевались как яровыми, так и озимыми культурами. На боршевских памятниках имеются следы выращивания чечевицы, гороха, льна и конопли. Земледельческие орудия представлены железными наральниками, череслами, плужными ножами, мотыжками, серпами и косами-горбушами; в боршевских материалах присутствует единичная оковка деревянной лопаты. Переработка урожая велась при помощи каменных ротационных жерновов и зернотёрок, также найдены песты от деревянных ступ. Выращенное зерно часто хранилось в специальных ямах с обожжёнными стенками, реже в погребах; на боршевских памятниках известны подквадратные ямы — «коморы». В нескольких случаях прослежены следы сооружений над ямами. По мнению А. В. Григорьева, ямы предназначались для посевного зерна, следовательно, их объём свидетельствует о площади единовременно засеваемых угодий. Согласно его подсчётам, на одно домохозяйство в Северщине и Подонье приходилось 9 десятин земли. На севере роменского ареала, где урожайность зерновых была ниже, размер ям (соответственно, и площадь угодий) был бо́льшим. К концу IX века увеличивается разница в объёмах зерновых ям, что говорит об имущественном расслоении. Владельцы особенно больших ям, возможно, привлекали для посевных работ наёмную силу.
Носители роменско-боршевской культуры содержали крупный рогатый скот, овец, коз, свиней, лошадей, кур, уток и гусей, а также собак. Выпас скота производился вблизи поселений; следы помещений для его стойлового содержания выявлены лишь на боршевских памятниках. Немалую роль играла охота: остатки добычи представлены костями лося, оленя, косули, кабана, медведя, бобра и других животных (в том числе дикой птицы, преимущественно водоплавающей). Находки крючков, грузил, острог, пешней, игл для плетения сетей и рыбьих костей указывают на развитое рыболовство. Вероятно, были развиты и лесные промыслы — смолокурение и бортничество. В Новгороде-Северском обнаружены роменские дегтярные печи.

### Торговля
На одном роменском и двух боршевских поселениях встречены кости верблюдов — свидетельство контактов с Хазарией. Попадаются привозные украшения, поступавшие с обширных территорий — от Скандинавии до Урала и Подунавья. Значительная их часть имеет салтовское происхождение. На всех этапах существования роменской общности в регион ввозилась салтовская керамика (кувшины и горшки), а также амфоры из Причерноморья. С начала X века обеспечивался приток качественной древнерусской посуды, со временем возраставший. В числе продуктов импорта выделяются костяные пряжки и гребни (последние — с конца IX века), шиферные прясла (со второй половины X века), изделия из серебра и цветных металлов, железные и стальные предметы сложных технологических схем, разнообразные бусы.

### Ремесло
Археологами зафиксированы следы деревообрабатывающего и косторезного ремёсел, ткачества, металлургического и керамического производств. О повсеместной выплавке железа свидетельствуют многочисленные находки шлаков и криц. Изучено несколько кузнечных мастерских и горнов для первичной выплавки, найдены инструменты для металлообработки. Встречаются железные изделия, изготовленные по салтовским и скандинавским технологиям, что может указывать как на импортное их происхождение, так и на подражание привозным образцам. Нередки находки тиглей со следами цветных металлов, из которых изготавливались гривны, браслеты, височные кольца, серьги и перстни.
Изделия из кости местного изготовления представлены рукоятками ножей, проколками и кочедыками. Признаками наличия прядения и ткачества служат находки ножниц для стрижки овец и многочисленных глиняных пряслиц. На Донецком городище найдены пряслица, выточенные из обломков импортной (салтовской и амфорной) керамики.

## Материальная культура

### Поселения

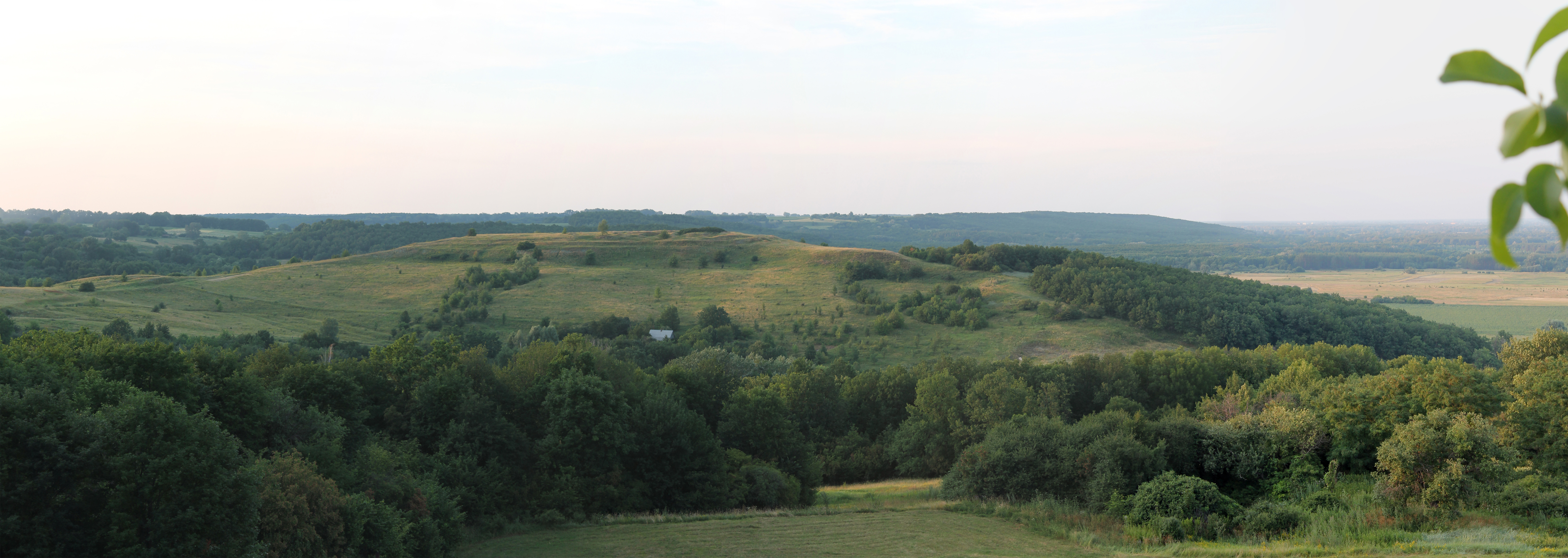
Опошнянское городище

В научной литературе роменская общность получила характеристику «культуры городищ». А. В. Григорьев полагает, что большинство роменцев проживало на открытых поселениях, как примыкавших к укреплениям, так и отдалённых от них. Крепости и связанные с ними поселения, как правило, занимали высокие коренные берега рек, хотя известны и городища, расположенные на надпойменных террасах. Отдельные селища расположены в разных топографических условиях, от поймы до третьей террасы. Привязка поселений к рекам обязательна, на водоразделах они не встречаются. Некоторые пойменные поселения названы в литературе «болотными городищами», однако отсутствие следов фортификаций заставляет отнести их к категории селищ.

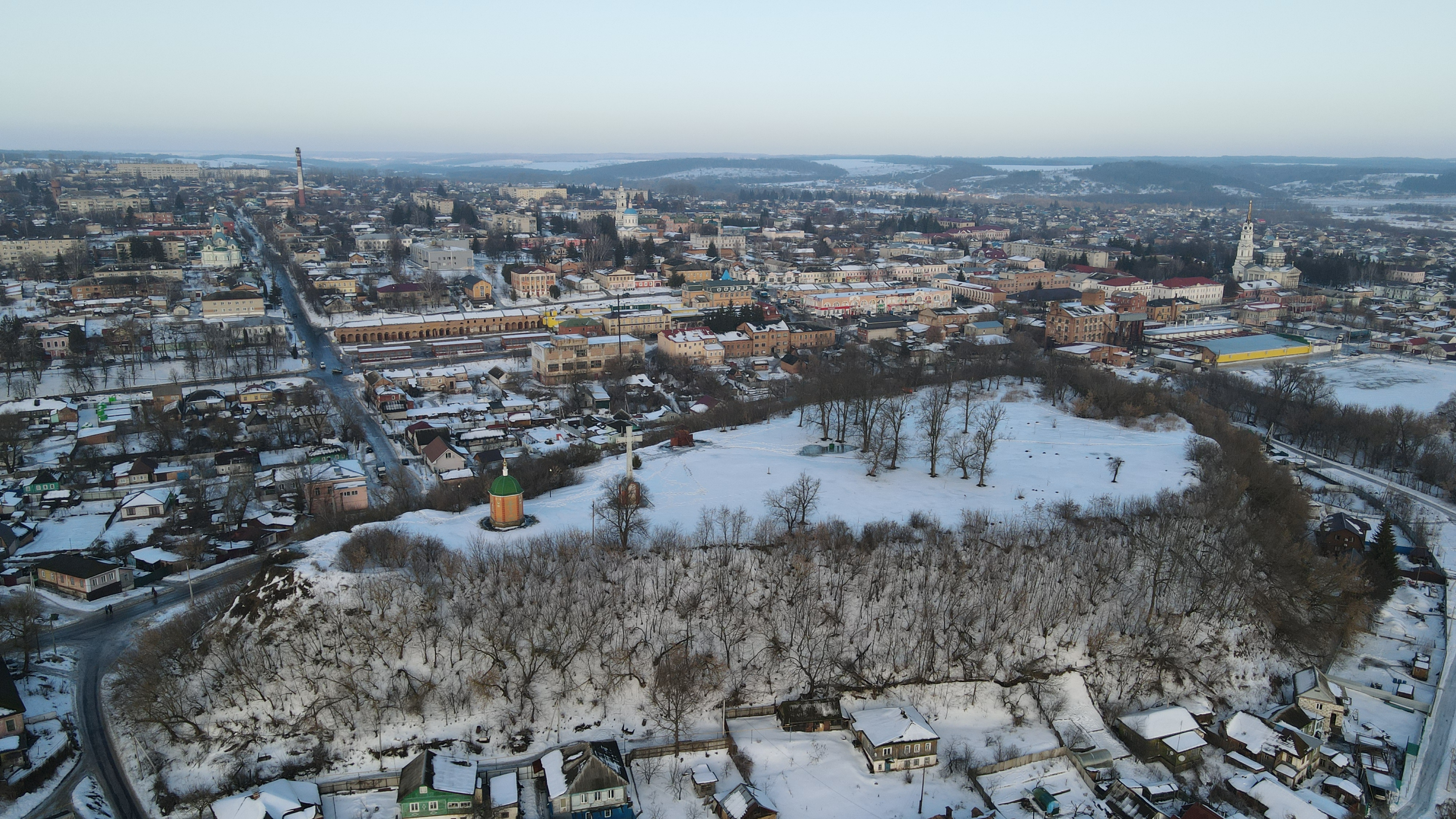
Гора Ивана Рыльского — природный останец

Для строительства оборонительных сооружений носители роменской культуры старались максимально эффективно использовать естественный рельеф местности. По расположению роменские городища делятся на мысовые, останцовые и занимающие останцеподобные мысы (отделённые седловиной). Высота их размещения над поймой варьирует от 6 до 60 м (чаще всего, 10—30 м). Мысовые городища, укреплённые лишь с напольной стороны, преобладают в Посемье. Защищённая фортификациями площадь обычно не превышает 6000 м², но известны и городища площадью свыше 3 га, в том числе состоящие из нескольких укреплённых частей. Некоторые крепости возводилась на уже существовавших открытых поселениях. Малые городища, вероятно, представляют собой остатки общинных центров и сторожевых укреплений. По мнению А. В. Григорьева, роменские фортификационные технологии являются синтезом славянской (привнесённой обитателями Днепровского Правобережья) и салтовской традиций. Ю. А. Пуголовок счёл гипотезу о салтовском влиянии на роменское крепостное зодчество малообоснованной.

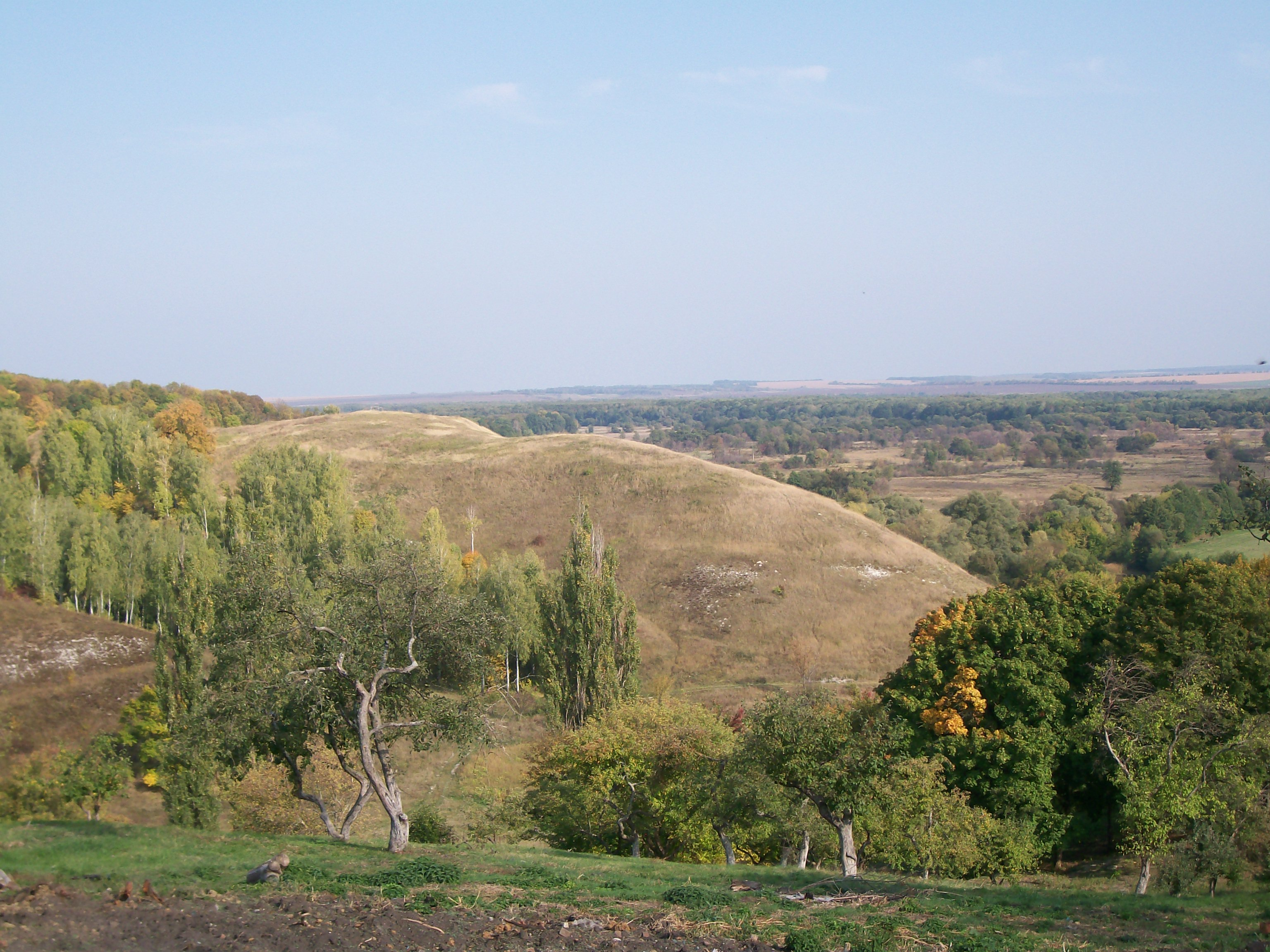
Большое Горнальское городище на мысу

Ю. Ю. Моргунов полагает, что возведение северянами множества крепостей (Большого Горнальского, Новотроицкого, Опошнянского и других городищ) было реакцией на экспансию Руси. Впрочем, присутствие руси в регионе археологически фиксируется лишь с конца IX века (Киев, Шестовица), а появление указанных поселений относится к более раннему времени. Выдвигалась также гипотеза о строительстве северянских укреплений для защиты от печенегов, но исследованиями она не подтвердилась. Часть исследователей связывает появление роменских фортификаций с военной активностью венгров. С точки зрения В. В. Седова и О. В. Сухобокова, это было вызвано хазарской экспансией.

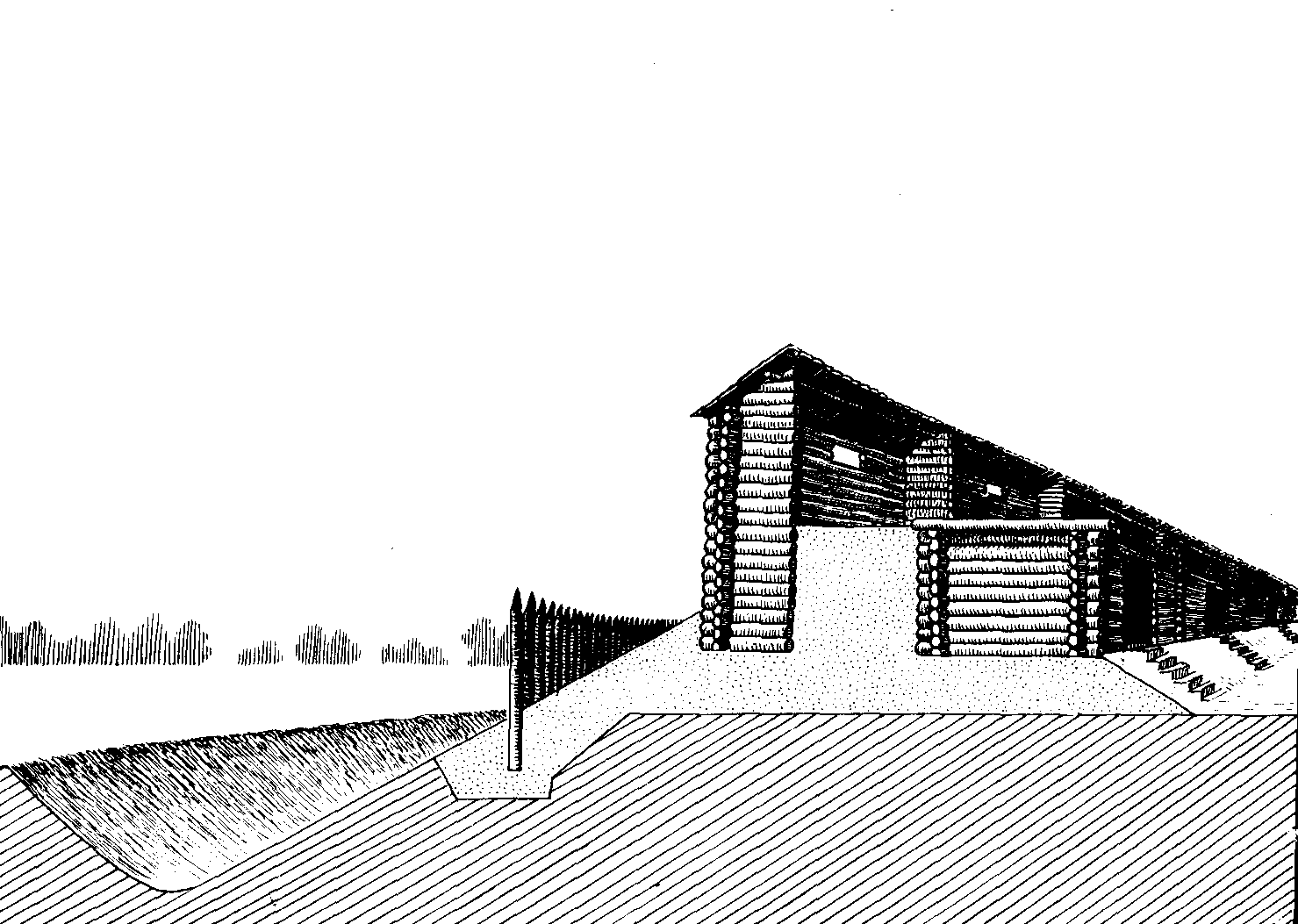
Фортификации Титчихинского городища. Реконструкция А. Н. Москаленко

Валы и рвы Донецкого городища

Одним из типичных фортификационных приёмов северян была подрезка склонов — создание эскарпов и псевдоэскарпов. Известны случаи облицовки эскарпов деревом. Мысовые крепости ограничивались с напольной стороны двухрядной стеной столбовой или каркасно-столбовой конструкции, заполненной изнутри землёй. Остатки этих стен ныне представляют собой земляные валы. В середине X века появляются стены, составленные из городен — засыпанных землёй срубов. Последняя конструкция повсеместно распространена в Подонье. Временами дерево-земляные стены сооружались не только со стороны «поля», но и по периметру крепости. За стеной (иногда — внизу эскарпа) находился ров. Часто в крепостях присутствовали колодцы, от которых остались западины диаметром от 7 до 25 м и глубиной свыше 2 м.
Поселения роменской культуры тяготели к лесным массивам, которым соответствуют ареалы подзолистых почв. Неукреплённые селения могли достигать в размере 10—15 га. По своей хозяйственной специфике они бывали скотоводческими, рыболовецкими или рудными (небольшие посёлки в поймах), но чаще земледельческими (селения на плато верхних надпойменных террас). На некоторых поселениях прослежены следы усадебной застройки. Роменские памятники Посемья образуют скопления («гнёзда» или «археологические ландшафтные комплексы»), насчитывающие от 3 до 16 селищ. Как правило, центром такого «гнезда» выступает городище, а на его периферии может находиться могильник.
Ряд поселений, имеющих сложную планировочную структуру, рассматривается исследователями как «протогорода» — центры «малых племён», входивших в роменскую общность. Из них особенно выделяется Горнальский археологический комплекс, состоящий из двух городищ и нескольких селищ. Помимо Горналя, М. М. Казанский относит к числу региональных центров роменской культуры Битицу, Супруты, Титчиху, Животинное, Новотроицкое, Донецкое и Чёртово городища.

### Жилища и хозяйственные постройки
Традиционно жилища роменской культуры определяются как полуземлянки. В действительности они представляли собой наземные строения с углублённым полом. А. В. Григорьев отмечает бытование в роменском ареале двух основных типов жилищ. В первом случае по центру сруба выкапывался прямоугольный котлован, во втором — в котлован опускался весь сруб. Со временем в земле вятичей начали строить срубные дома без заглубления или стоящие на подклетах. В Северской земле двухэтажные жилища появились в конце X века. Они выявлены на памятниках бассейнов Десны, Сейма, Сулы и Ворсклы (например, в Полтаве).
Дома отапливались печами, в устройстве которых наблюдаются региональные особенности. В Поочье и Подонье доминировали каменки, в Северской земле вплоть до конца IX века преобладали печи, вырезанные в материковом останце. Иногда в жилищах северян вместо печи (или одновременно с ней) находился открытый очаг. Встречены отдельно стоящие печи (производственные, летние или оставшиеся от незафиксированных наземных построек). В подобной печи, обнаруженной на Донецком городище, обжигалась керамика.
В Посемье преобладали срубные постройки, по центру которых находился котлован с печью в углу. Конструкция печей разнообразна: их вырезали в материковых останцах, сооружали из глины (на материковом основании или без такового) и камня. В нескольких случаях прослежены ступеньки для спуска в котлован. Изредка строились двухэтажные дома. В конце X — начале XI века получили распространение наземные срубные жилища с припечными ямами, также начали возводиться пятистенки с холодными сенями. Глинобитные печи в XI веке стали доминирующим видом отопительных сооружений.
Возведённые роменцами хозяйственные сооружения представлены зерновыми ямами, погребами, ледниками и другими постройками, в том числе заглублёнными, иногда с входным тамбуром.

### Керамика

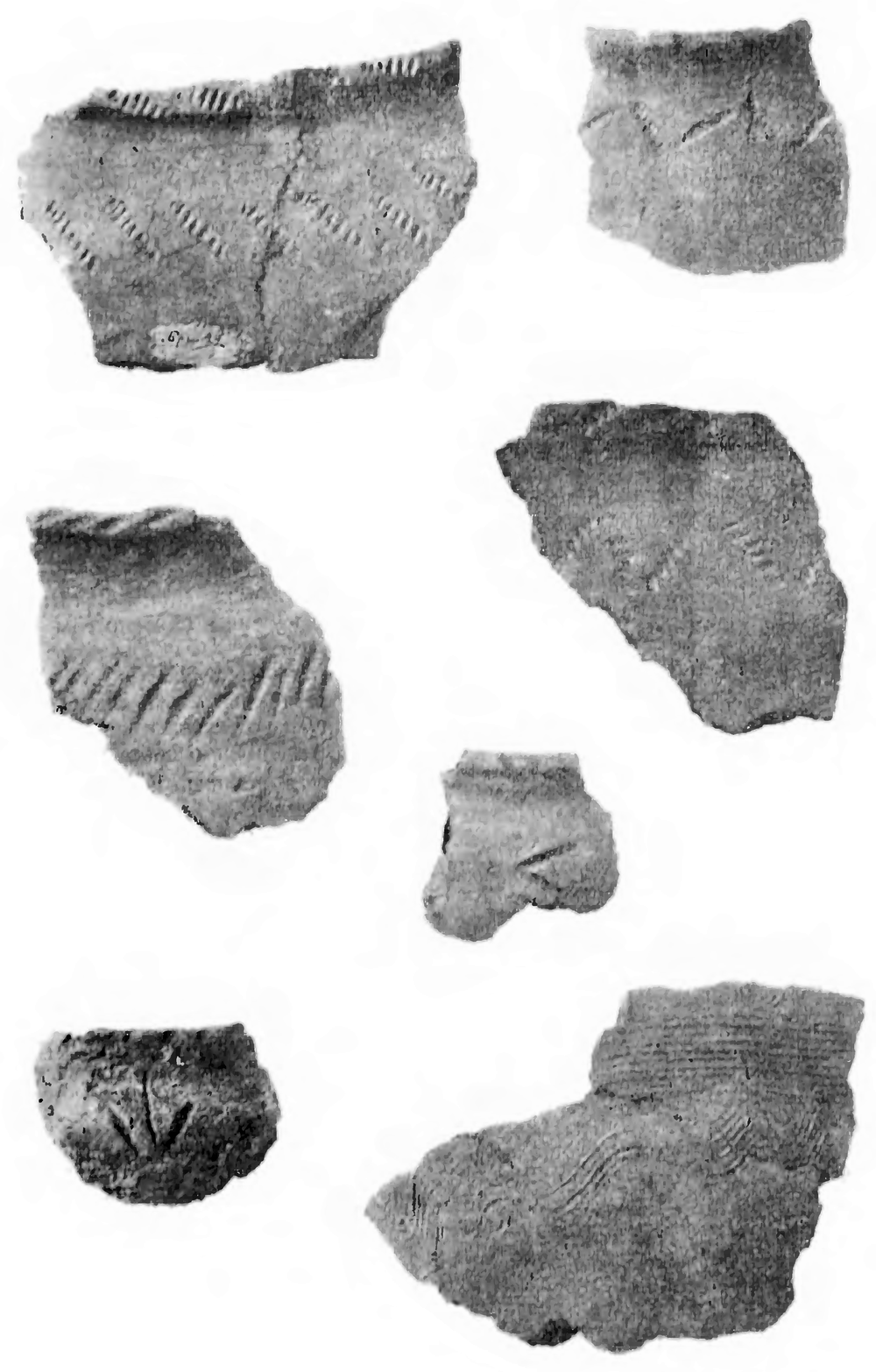
Орнаментация боршевской керамики

Подавляющая часть роменской керамики — грубые лепные сосуды домашнего производства. В формовочной массе обычна примесь органики (соломы, навоза) и шамота, реже дресвы. Обжиг исключительно печной. Поверхность лепной керамики, как правило, шероховатая. Толщина стенок сосудов колеблется от 0,5 до 1,5 см. Ассортимент включает горшки и миски с расширением в верхней части, а также сковороды. Широко распространена орнаментация венчиков и, несколько реже, плечиков горшков. В ранний период были популярны защипы, пальцевые и ногтевые вдавления. Со второй половины IX века преобладает орнаментация верёвочным штампом. Боршевская керамика отличается от роменской полным отсутствием дресвы в глиняном тесте, более приземистыми пропорциями горшков и меньшей степенью орнаментации. В целом же керамические наборы роменской и боршевской культур идентичны. Со временем у боршевской посуды усиливалась профилировка верхней части.

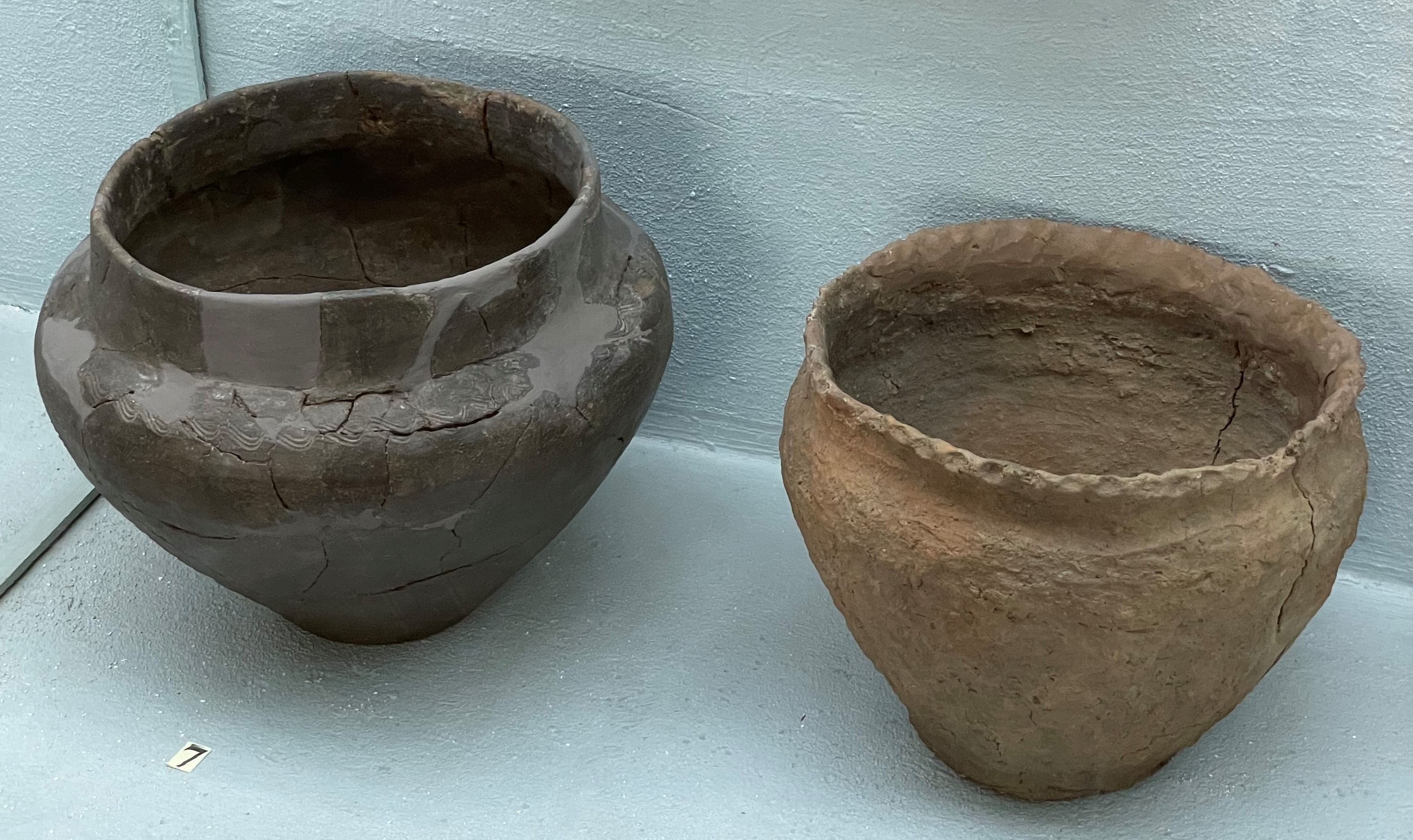
Волынцевская керамика VIII—IX веков

Отличительным признаком памятников VIII — начала IX века служит наличие характерной гончарной керамики — горшков «волынцевского типа» с прямым венчиком. Согласно А. В. Григорьеву, в Окско-Донском междуречье, на Среднем и Верхнем Дону бытование волынцевских горшков продолжалось до рубежа IX—X веков. По мнению В. В. Колоды, их изготавливали выходцы из аланской среды. Доля круговой керамики в материалах волынцевских памятников невелика: большую их часть составляет лепная посуда, сходная с керамикой памятников типа Сахновки. Параллельно с круговой волынцевской керамикой высокого качества (горновой обжиг, в глиняном тесте — лишь мелкий песок) производилась лепная и подправленная на круге «псевдоволынцевская» («волынцоидная») посуда аналогичных форм. Она несколько грубее, носит следы печного обжига, в формовочной массе содержатся примеси шамота и органики. Украшалась «псевдоволынцевская» керамика врезным линейно-волнистым орнаментом, лощением и верёвочным штампом. После того, как изготовление волынцевской керамики прекратилось, распространение «волынцоидной» выросло. Постепенно формы «псевдоволынцевских» горшков стали сближаться с типично славянскими. К X веку популярность подобной керамики снизилась.
Во второй половине IX века появились лепные и подправленные на круге горшки «древнерусского» типа, отличные от «волынцоидных». Широкое распространение раннекруговых горшков отмечается лишь со второй половины X века. Они орнаментировались врезными линиями (прямыми, волнистыми и зигзагами). Технология была неразвита, обжиг оставался печным. В комплексах первой четверти X века доля раннекруговой посуды составляет 2—5 %, первой четверти XI — от 40 до 55 %. Вместе с тем в X веке появилась импортная древнерусская посуда. До окраин роменского ареала она доходила слабо. Так, в земле вятичей раннегончарная керамика местного производства доминировала вплоть до начала XII века. На востоке Посемья, в бассейнах Упы и Северского Донца древнерусская посуда X—XI веков почти не встречается. Наличие среди боршевских материалов салтово-маяцкой кухонной посуды свидетельствует об инфильтрации в славянскую среду некоторого числа алано-болгар. При этом в Подонье попадается керамика, носящая черты как славянской, так и салтовской гончарных традиций. На двух поселениях встречены мордовские горшки, вылепленные из глины с добавлением мелкого шамота.

### Погребальный обряд
Роменские могильники выявляются значительно реже, чем поселения. Скорее всего, многие из них были уничтожены распашкой. Для погребального обряда типична кремация на стороне. Погребальный инвентарь встречается крайне редко. Сожжённые останки помещались в урну, реже — просто собирались в кучку. Северяне обычно помещали урну (одну или несколько) на поверхность небольшого кургана, после чего последний досыпался. Вятичи и жители Подонья ставили погребальную урну на землю, зачастую в «домовину» — срубную погребальную камеру. Лишь после этого сооружался курган. Возможно, роменско-боршевские срубные гробницы восходят к погребальному обряду мощинской культуры.
В Верхнем Поднепровье распространены грунтовые и курганные кремации, в том числе с «домовинами». Только в Нисимковичах встречены датированные X веком «домовины», не перекрытые курганными насыпями. О. А. Макушников соотносит их с упомянутым в «Повести временных лет» обрядом в виде установки погребальной урны «на столпе на путех». Аналоги подобному обряду отыскиваются на памятниках междуречья Эльбы и Вислы. Погребальные урны верхнеднепровских курганов сходны с роменско-боршевской и лука-райковецкой посудой.
Во второй половине Х века северянские урновые кремации стали постепенно сменяться ингумациями на горизонте. По курганным материалам смена обряда прослеживается и у обитателей Окско-Донского междуречья.

## Этническая принадлежность
Носителями роменской культуры считают северян, радимичей и вятичей; боршевской — часть объединения вятичей или неизвестную группу славян. Ареал расселения северян охватывал бассейны Десны, Сулы, Псла и Ворсклы, а также верховья Северского Донца. Выделяются области расселения так называемых западных («лесных») и восточных («лесостепных») северян. Северянская общность складывалась из «малых племён», одним из которых, вероятно, были семцы — жители Посемья. Районом расселения радимичей считается Посожье, однако ныне эта локализация ставится под сомнение. Согласно летописным свидетельствам, вятичи обитали в бассейне Оки; пределы их расселения вне Поочья неясны. Многие исследователи, начиная с А. А. Шахматова, полагают, что вятичи жили также на Дону. И. И. Ляпушкин соотносил обитателей Подонья с общностью сльион, упомянутой в письме кагана Иосифа. В. В. Седов считал, что самоназвание носителей боршевской культуры неизвестно, а составили её выходцы из различных праславянских племенных образований. Согласно А. З. Винникову и М. В. Цыбину, вятическими чертами обладают не все боршевские памятники. Часть славян мигрировала на Дон из Поднепровья; в их среду влилось незначительное количество алано-болгар.
Ряд исследователей относит к роменской культуре памятники волынцевского типа, распространённые в том же ареале. Их приписывают северянам (на Левобережье Днепра) и полянам (на Правобережье). Волынцевские памятники известны также в вятическом Поочье и в Подонье. Они маркируют земли славян, зависимые от Хазарского каганата, куда поступал салтовский импорт. В. В. Седов считал, что памятники волынцевского типа оставлены русами, соотнося зону их распространения с Русским каганатом.

## Историческая судьба

Киевская Русь в конце X века

Согласно «Повести временных лет», в 884 году северян, плативших дань хазарам, подчинил себе князь Олег, наложив на них «дань легъку». А. В. Комар соотносит с этим сюжетом гибель Новотроицкого городища, случившуюся в последней трети IX века. А. С. Щавелёв полагает, что в действительности начало даннической зависимости северян от Руси относится к началу X века. При этом их земли обладали широкой автономией. По данным письма Иосифа, северяне оставались под властью Хазарского каганата вплоть до 60-х годов X века, однако автор трактата «Об управлении империей» середины того же столетия включал их в систему полюдья росов. По одной из версий, контроль Руси осуществлялся лишь над Подесеньем, тогда как восточные северяне оставались в зоне влияния Хазарии. Это отразилось в распространении круговой древнерусской посуды и изделий скандинавского круга на Десне. Согласно другой гипотезе, Олег наложил дань на всех северян, но не захватил их земли; сведения о подчинении северян хазарам в X веке неверны, или же под «хазарской данью» того времени подразумевались выплаты, связанные с транзитной торговлей. А. В. Григорьев предположил, что северяне могли выплачивать символическую дань одновременно Руси и Хазарии, сохраняя максимальный уровень автономии.
В промежутке с 30-х по 60-е годы X века князь Святослав Игоревич совершил поход на вятичей с целью принуждения их к выплате дани. Это спровоцировало ответные действия со стороны хазар, ясов и касогов, выступивших против Святослава. Князь добился цели, взяв штурмом хазарскую крепость Саркел. По мнению А. С. Щавелёва, отправной точкой похода был Новгород-Северский, ставший к середине X века центром власти Святослава в земле северян, но археологические данные свидетельствуют о появлении города лишь при Владимире Святославиче. В ходе раскопок Новгород-Северской крепости древнерусские комплексы старше второй половины X века выявлены не были. Как считает Ю. Ю. Моргунов, по пути из вятического Поочья в Хазарию войско Святослава захватило и уничтожило ряд восточносеверянских крепостей (Большое Горнальское, Гочевское и Донецкое городища). Часть северян отступила после этого в салтовский ареал, заняв городища Мохнач и Коробовы Хутора.
Согласно А. В. Комару, в IX—X веках группы северян составили часть населения Любеча, Чернигова, Сновска, Вышгорода и Киева. В конце X века в некоторых роменских крепостях появились древнерусские гарнизоны, переросшие со временем в города: Глинск, Курск, Лтава, Лубен, Ничен, Новгород-Северский, Путивль, Ромен, Рыльск. В нескольких случаях носители роменской культуры заселили посады древнерусских крепостей (Ромен, Лтава, Воинь). Ю. Ю. Моргунов отмечает, что характер включения в состав Руси северянских земель не был мирным. В конце X века многих северян переселили в нижнее Посулье, обязав строить линию дерево-земляных стен («Змиевых валов») для защиты от печенегов. Большинство роменских крепостей в бассейнах Десны, Сейма, Псла и Ворсклы было разрушено в ходе военных действий на рубеже X—XI веков. Волна «окняжения» со стороны Чернигова достигла Стародуба и Путивля, со стороны Киева — Лубен и Курска. Согласно А. В. Кашкину, с XI века в Посемье сменилась система расселения: численность поселений сократилась вдвое, но размеры их увеличились. А. В. Комар полагает, что запустевание северянских поселений было вызвано истощением их ресурсной зоны.
В первой половине XI века (до 1036 года) автономия северян была ликвидирована, вятичи же сохраняли значительную самостоятельность на протяжении всего столетия. С точки зрения А. В. Григорьева, в это время население северянских и отчасти вятических земель резко сократилось: опасаясь экспансии со стороны Руси, многие местные жители ушли на северо-восток, проникнув в Среднее Поочье, бассейны Москвы, Протвы и Нары. Хотя результаты исследований свидетельствуют об освоении ими долин Москвы и Пахры, гипотеза о масштабном переселении роменцев на север признаётся малообоснованной.